# Nacaduba waigeuensis
Nacaduba waigeuensis är en fjärilsart som beskrevs av James John Joicey och Talbot 1917. Nacaduba waigeuensis ingår i släktet Nacaduba och familjen juvelvingar. Inga underarter finns listade i Catalogue of Life.